# Renaudarctidae
Famille
Les Renaudarctidae sont une famille de tardigrades. 

## Liste des genres
Selon Degma, Bertolani et Guidetti, 2017 :
- Nodarctus Fujimoto & Yamasaki, 2017
- Renaudarctus Kristensen & Higgins, 1984

## Publication originale
- Kristensen & Higgins, 1984 : A new family of Arthrotardigrada (Tardigrada: Heterotardigrada) from the Atlantic coast of Florida, U.S.A. Transactions of the American Microscopical Society, vol. 103, no 3, p. 295-311.